# Helogenes
Helogenes es un género de peces actinopeterigios de agua dulce, distribuidos por ríos y lagos de América del Sur.

## Especies
Existen cuatro especies reconocidas en este género:
- Helogenes castaneus (Dahl, 1960)
- Helogenes gouldingi Vari y Ortega, 1986
- Helogenes marmoratus Günther, 1863
- Helogenes uruyensis Fernández-Yépez, 1967